# 2020 en surf
| Années du surf : 2017 - 2018 - 2019 - 2020 - 2021 - 2022 - 2023    |
| Décennies du surf : 1990 - 2000 - 2010 - 2020 - 2030 - 2040 - 2050 |

Cet article présente les faits marquants de l’année 2020 en surf.

## Évènements

### Jeux olympiques
- Surf aux Jeux olympiques d'été de 2020